# Fumimaro Konoe
Il principe Fumimaro Konoe (近衛 文麿?, Konoe Fumimaro; Tokyo, 12 ottobre 1891 – Tokyo, 16 dicembre 1945) è stato un politico giapponese, Primo ministro del Giappone dal 4 giugno 1937 al 5 gennaio 1939 e dal 22 luglio 1940 al 18 ottobre 1941. Nazionalista convinto, sponsorizzò l'entrata del Giappone nella seconda guerra sino-giapponese e firmò con Adolf Hitler e Benito Mussolini il Patto Tripartito, pur osteggiando fino all'ultimo l'ipotesi di prendere le armi contro gli Stati Uniti tanto da dimettersi poco prima dell'attacco a Pearl Harbor.

## Biografia

### Primi passi

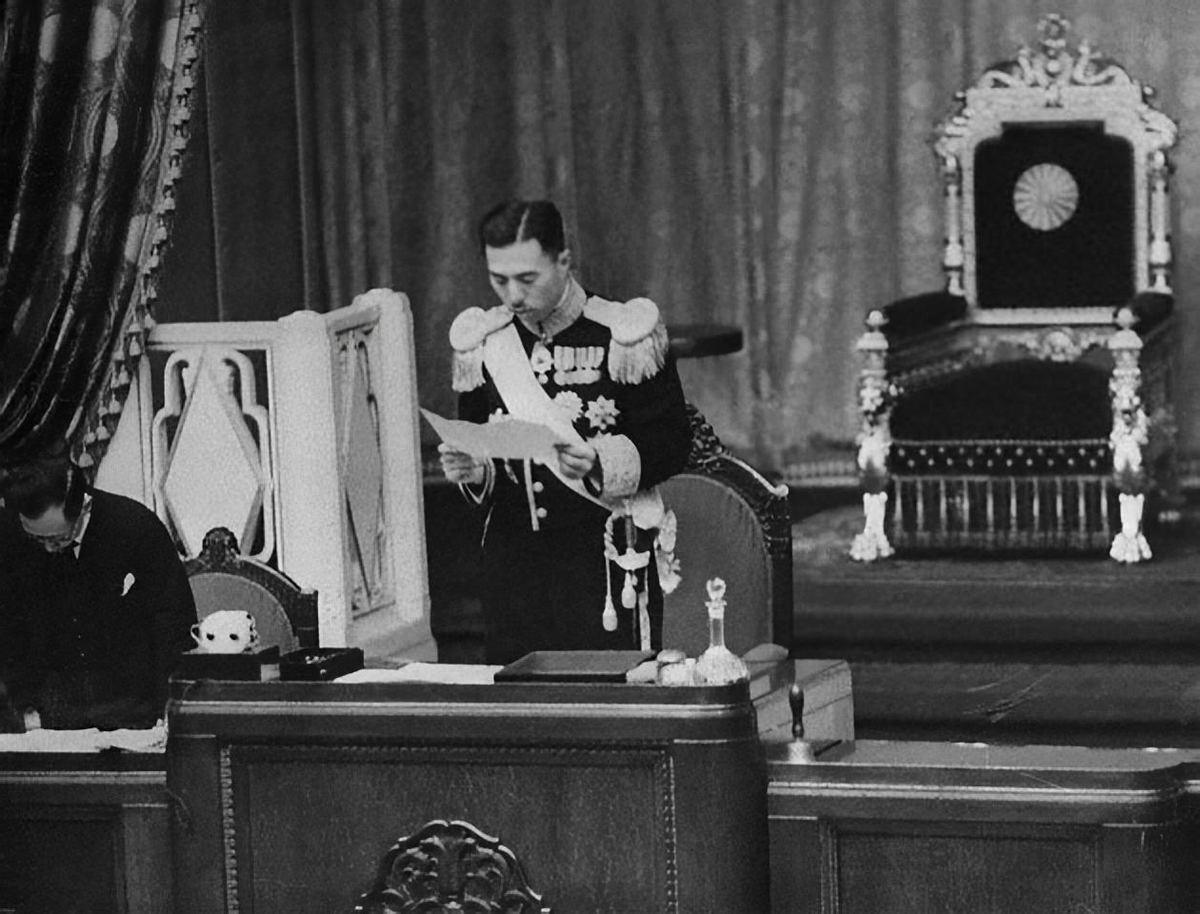
Un'immagine del 1937

Principe appartenente al ramo dei Konoe della nobile famiglia Fujiwara, era figlio del politico anti-russo Konoe Atsumaro (1863-1904). Il fratello minore era il famoso compositore di musica classica e direttore d'orchestra Konoe Hidemaro (1898-1973). Fumimaro entrò in politica nel 1920 come rappresentante dei moderati e pupillo di Saionji Kinmochi, e si schierò contro le dimostrazioni di forza dell'esercito.

### Primo incarico di governo
Nel giugno del 1937 divenne per la prima volta Primo ministro del Giappone, e durante il mandato tentò inizialmente di controbilanciare il crescente potere dei militari, ma in seguito fu gradualmente coinvolto nella crescente ondata di militarismo che sconvolse il paese.
Dopo l'inizio della seconda guerra sino-giapponese, scoppiata nel luglio dello stesso anno a seguito dell'incidente del ponte di Marco Polo, e sotto la pressione degli esponenti della linea dura del governo, il suo gabinetto approvò l'intensificazione in Cina delle operazioni di guerra, che affidò ai militari lasciando loro piena autonomia, senza riservare al governo alcuna possibilità di controllo.

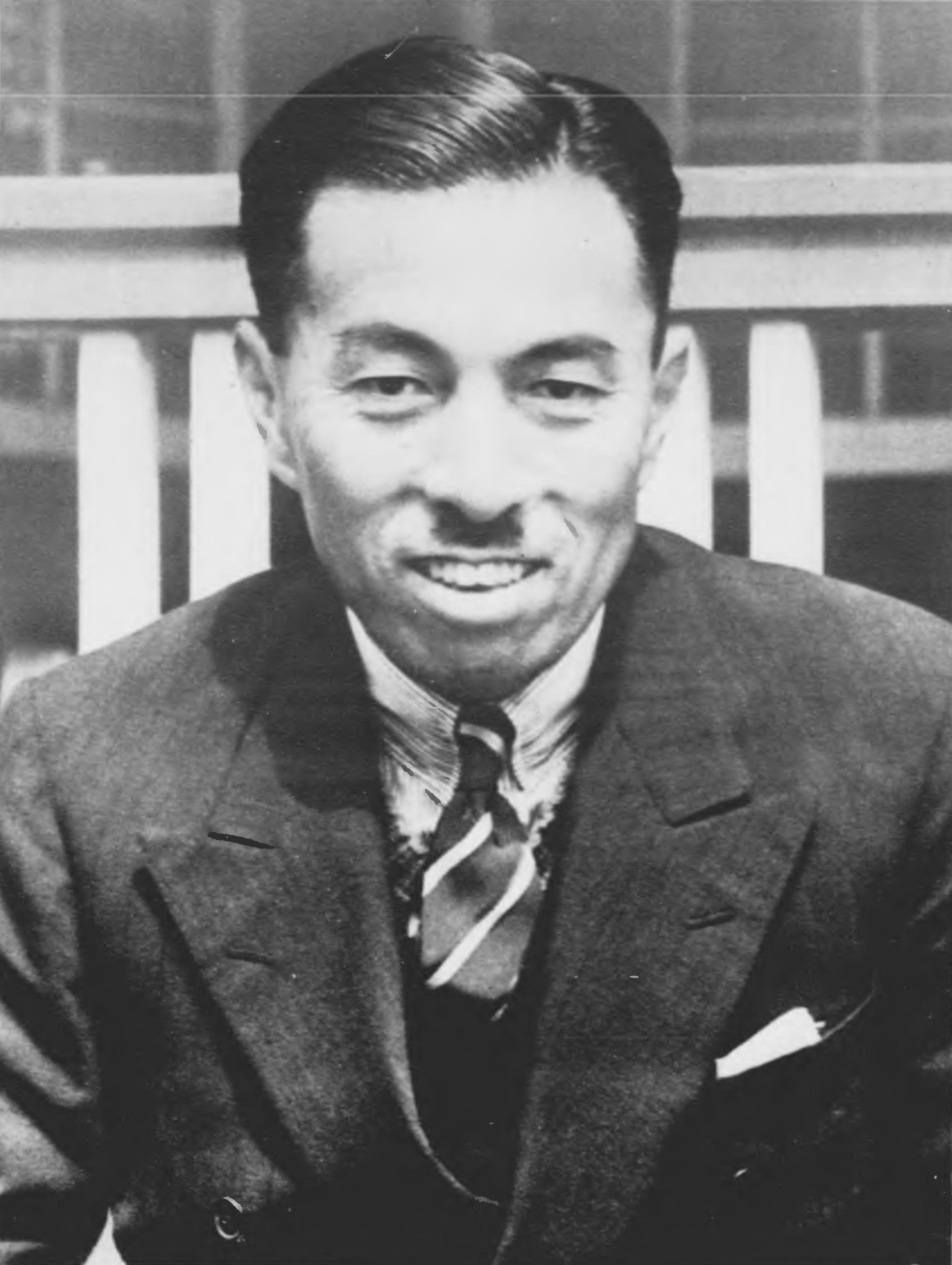
Konoe in abiti civili, 1939

In novembre Konoe annunciò gli obiettivi del Giappone riguardanti un nuovo ordine asiatico, che consistevano nella realizzazione della grande area di prosperità dell'Asia orientale. Pose la Cina sotto pressione ma, non riuscendo ad imporle le condizioni che avrebbero posto fine al conflitto, il 5 gennaio 1939 rassegnò le dimissioni e gli succedette come primo ministro Hiranuma Kiichirō.

### Secondo incarico di governo
Dopo le dimissioni da primo ministro nel luglio del 1940 dell'ammiraglio Mitsumasa Yonai, contrario all'alleanza con Germania e Italia, l'incarico venne nuovamente affidato a Konoe a seguito di un compromesso fra Radicali e Conservatori. In agosto nominò ministro degli esteri Yōsuke Matsuoka, fautore dell'entrata in guerra del paese, che precedentemente aveva elaborato i piani di realizzazione della “grande area di prosperità dell'Asia orientale” per conto dello Stato Maggiore dell'Esercito. Il 24 settembre ebbe inizio l'occupazione giapponese dell'Indocina, da dove il governo coloniale dell'Indocina francese aveva acconsentito ai rifornimenti statunitensi della resistenza cinese. L'operazione, autorizzata dal Governo di Vichy istituito in Francia dopo l'occupazione tedesca nel giugno precedente, si concluse il 26 settembre con la presa di Hanoi.
Il 27 settembre, Konoe stipulò il Patto Tripartito con Germania ed Italia. Forza trainante della stipula del Patto con Hitler e Mussolini furono innanzitutto i radicali nazionalisti, rappresentati dal ministro degli esteri Matsuoka, che voleva così assicurare al Giappone un ruolo di primo piano nella nuova ripartizione delle colonie in Asia. Per la frazione moderata di Konoe, il Patto rappresentava soprattutto una forma di assicurazione contro l'opposizione alla politica giapponese in Cina e nel Sudest asiatico degli Stati Uniti d'America e dell'Unione Sovietica, che fino a quel momento erano rimaste neutrali. Per sostenere l'imponente movimento nazionalista creatosi, Konoe fondò il 12 ottobre 1940 la Taisei Yokusankai (大政翼贊會/大政翼賛会? lett.: Associazione per il sostegno dell'Autorità Imperiale), un'organizzazione che si proponeva di appianare le divergenze in seno a tale movimento. La Taisei Yokusankai ebbe un grande seguito e sarebbe stata in seguito strumentalizzata dai vertici militari, che in occasione delle elezioni del 1942 l'avrebbero di fatto trasformata nel partito unico del Giappone.
Nei mesi seguenti il ministro degli Esteri nipponico Yōsuke Matsuoka intraprese un importante viaggio in Europa, durante il quale incontrò nel marzo 1941 Adolf Hitler, che sollecitò una spinta offensiva giapponese verso sud contro le potenze anglosassoni, ma non informò il diplomatico dei progetti tedeschi di offensiva generale contro l'Unione Sovietica. Quindi Matsuoka, ignaro dei piani tedeschi, in aprile si incontrò a Mosca con Stalin e Molotov e, dopo difficili trattative, firmò il 13 aprile su istruzione di Tokyo il Patto nippo-sovietico di non aggressione, che riduceva la pressione sovietica sulla Manciuria e liberava forze nipponiche per la spinta verso sud.
Mentre nella prima metà del 1941 il presidente Roosevelt, pur rafforzando il sostegno alla Cina, si concentrò principalmente sulla guerra in Europa ed in Atlantico, potenziando gli aiuti alla Gran Bretagna sulla base della Legge Affitti e Prestiti dell'11 marzo 1941 ed adottando il concetto strategico fondamentale del "Germany First" (nemico principale da sconfiggere la Germania), l'inizio dell'operazione Barbarossa il 22 giugno provocò una svolta della situazione generale ed impose scelte decisive anche alla dirigenza giapponese.

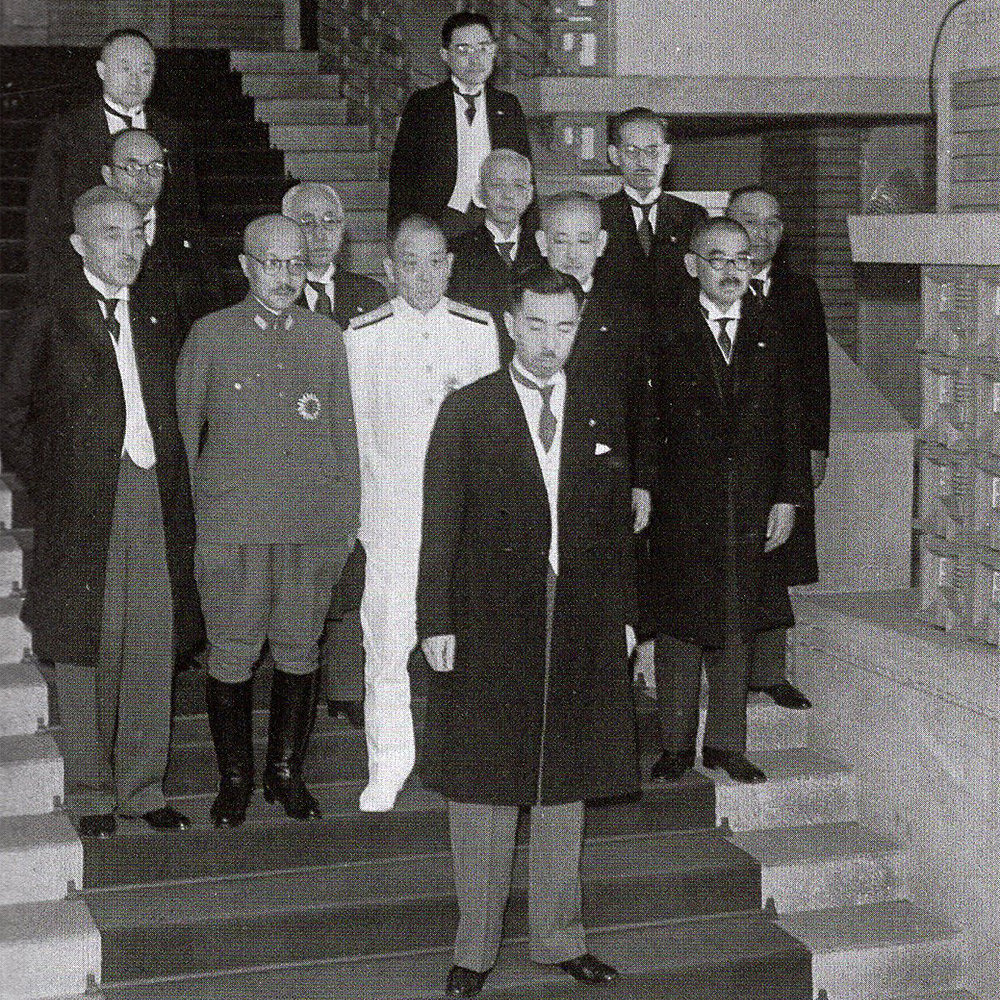
Secondo governo di Konoe, luglio 1940

Nella riunione di collegamento del 25 giugno, con la presenza di Fumimaro Konoe, del ministro degli esteri Matsuoka e dei capi di stato maggiore della marina militare, ammiraglio Osami Nagano, e dell'esercito imperiale, generale Hajime Sugiyama, e poi in quella decisiva del 2 luglio, i capi politico-militari del Giappone mostrarono dubbi sulla vittoria totale della Germania contro l'URSS. Adottarono quindi, nonostante il parere di Matsuoka e della fazione dell'esercito legata all'Armata del Kwantung a favore dell'intervento in Estremo Oriente contro i sovietici, il piano di espansione nel sud-est asiatico. Il cosiddetto "progetto di politica nazionale", approvato dall'imperatore Hirohito lo stesso giorno, prevedeva di non intervenire nella guerra tedesco-sovietica ma di estendere il dominio giapponese a sud per acquisire importanti materie prime strategiche, isolare completamente la Cina e creare la "sfera di co-prosperità della Grande Asia orientale".
Nelle settimane seguenti si succedettero nuove riunioni tra i capi politico-militari giapponesi. Di fronte ai continui successi tedeschi, Matsuoka, l'ambasciatore a Berlino Hiroshi Oshima ed alcuni ufficiali tornarono a proporre un intervento contro l'URSS, sollecitati in questo senso anche dalle pressioni del ministro degli Esteri tedesco Joachim von Ribbentrop, ma Konoe e i capi di stato maggiore confermarono la loro decisione favorevole alla spinta verso sud. Matsuoka venne destituito il 16 luglio, Konoe formò un nuovo governo il 21 luglio con il generale Hideki Tōjō ministro della Guerra, ed il 24 luglio le truppe giapponesi iniziarono a penetrare in Cocincina, occupando la baia di Cam Ranh e Saigon.
Gli Stati Uniti avevano già annunciato nell'ottobre 1940 l'embargo alla vendita dei prodotti petroliferi al Giappone, ma non era stato applicato con rigore e le petroliere giapponesi riuscirono a rifornirsi regolarmente di tali prodotti nei porti della California fino al luglio dell'anno successivo. A seguito dell'ulteriore espansione giapponese in Indocina francese, gli Stati Uniti rafforzarono l'embargo a Tokyo sulle forniture di prodotti petroliferi, di minerali e rottami ferrosi e disposero il “congelamento” dei beni giapponesi negli USA, provvedimenti che furono presi immediatamente anche dalla Gran Bretagna e dai Paesi Bassi (il governo di questi ultimi era in esilio a Londra). A causa della veloce riduzione delle scorte petrolifere, provocata dagli elevati consumi della Marina imperiale giapponese, Konoe fece un ultimo tentativo di trattativa con gli americani. Contava, sulla base di cattive informazioni fornitegli dall'ambasciatore giapponese a Washington, ammiraglio Kichisaburō Nomura, d'incontrare personalmente il presidente degli Stati Uniti Franklin Delano Roosevelt in un summit ad Honolulu. A tale incontro sarebbe stato accompagnato dai responsabili dell'esercito e della marina giapponesi, coinvolgendoli così nelle decisioni che ne sarebbero scaturite, ma Roosevelt respinse la proposta e l'incontro fu annullato.
Data la pesante situazione creatasi con l'embargo ed il protrarsi delle trattative con gli americani, all'interno delle gerarchie militari si era formata una corrente che spingeva per l'immediata entrata in guerra del paese. Konoe propose il ritiro delle truppe dalla Cina per convincere gli Stati Uniti a trattare, ma la proposta trovò la forte avversione del generale Hideki Tōjō, allora capo dell'esercito. Vista l'impossibilità di aprire un tavolo delle trattative con gli americani e l'influenza sempre maggiore che i militari favorevoli al conflitto esercitavano sull'imperatore, Konoe fu costretto a presentare le dimissioni il 16 ottobre 1941. Gli succedette due giorni dopo il generale Tōjō. Sette settimane dopo, il 7 dicembre 1941, avrebbe avuto luogo l'attacco di Pearl Harbor, evento con il quale il Giappone entrò in guerra contro gli Stati Uniti.

### L'ultimo anno di guerra

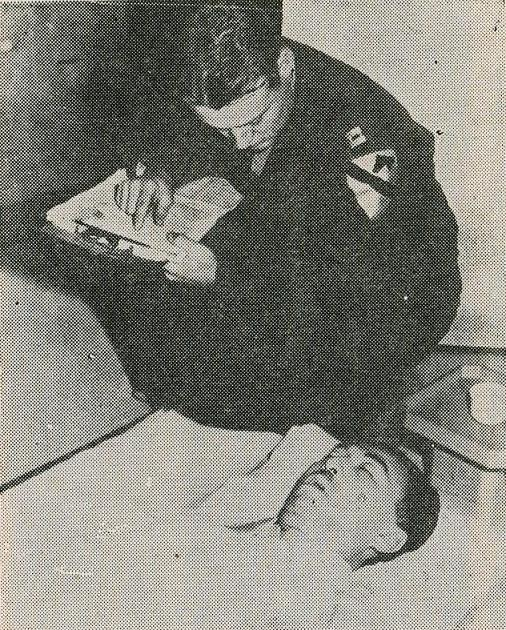
La salma di Konoe

Nella caduta del governo Tōjō, avvenuta il 21 luglio 1944, Konoe svolse un ruolo importante, consigliando l'imperatore sulla necessità di uscire dalla guerra. Nel febbraio 1945 l'imperatore Hirohito suggerì di iniziare trattative con gli Alleati per porre fine al conflitto. Dopo l'inizio dell'occupazione americana, Konoe entrò nel primo governo postbellico del principe Naruhiko Higashikuni. Venne però sospettato di crimini di guerra, reato per il quale era prevista la pena capitale per impiccagione.
Nel dicembre del 1945, durante l'ultimo appello con cui gli americani lo invitarono a costituirsi, Konoe si suicidò con il cianuro di sodio. Erano passati esattamente 1 300 anni dacché il suo antenato Fujiwara no Kamatari, con un colpo di Stato che aveva posto fine alla supremazia a corte del clan Soga, aveva raggiunto una posizione di vertice nella scena politica giapponese del periodo Yamato.

### Eredi
Il figlio Fumitaka morì nel 1956 in un campo di prigionia sovietico. Il 1º ottobre 1958 destò un certo scalpore il ritiro delle sue ceneri a Mosca da parte della vedova Masako. Il nipote Morihiro Hosokawa divenne primo ministro 50 anni dopo.